# GenWiki
GenWiki ist ein Wiki-Projekt für den Bereich der Genealogie und regionalen Geschichtsforschung.
Das Projekt basiert auf der MediaWiki-Software und wird technisch und finanziell vom Verein für Computergenealogie (CompGen) getragen. Für die Bearbeitung von Artikeln besteht zwar eine Anmeldepflicht, aber die Mitarbeit steht jedem Interessierten offen.

## Inhalt
GenWiki bietet Informationen zu Genealogieprogrammen, genealogischen Begriffen, Vornamen, Familiennamen, alten Krankheits- und Berufsbezeichnungen, genealogischen Quellen und Institutionen und enthält einen umfangreichen Bestand an sogenannten Regionalartikeln zur Erfassung genealogisch und ortshistorisch interessanter Informationen. Letztere sind von Beginn an mit dem Geschichtlichen Ortsverzeichnis (GOV) verzahnt, einem Datenbankprojekt für die Verwaltung historischer und aktueller geografischer, politischer und kirchlicher Strukturen. Ebenso beinhaltet das Projekt eine umfassende Sammlung genealogischer Bibliografien, insbesondere zur Verkartung von Kirchenbüchern und Ortsfamilienbüchern.
Neben den lexikalischen Inhalten sind die GenWiki-Seiten auch ein Einstiegsportal für das gesamte Angebot des Vereins für Computergenealogie.

## Geschichte
Nach der Entwicklung der Projektidee im Jahr 2003 wurde das Projekt im Sommer 2004 gestartet. Seit 2008 wurde mit der Digitalen Bibliothek damit begonnen, genealogisch interessante Literatur als Scan und im Volltext transkribiert und recherchierbar zu erfassen. Das Projekt, bei dem sich bisher über 4.000 Benutzer angemeldet haben, umfasste bis Ende 2017 mehr als 413.000 Artikel mit zumeist genealogischen Inhalten.
Der weit überwiegende Anteil der Artikel ist in deutscher Sprache verfasst.

### GenWiki auf genealogy.net
- GenWiki Hauptseite. In: wiki.genealogy.net. Abgerufen am 17. März 2025.

### Geschichtliches Ortsverzeichnis
- Das Geschichtliche Ortsverzeichnis (GOV). In: gov.genealogy.net. Abgerufen am 17. März 2025.

### Digitale Bibliothek
- Digitale Bibliothek. In: wiki.genealogy.net. Abgerufen am 17. März 2025.

### Weitere internationale genealogische Wikis
- DIS-Wiki, Dänemark